# Wuala
Wuala  (походить від французького слова Вуаля) та являє собою соціальну розподілену файлову систему для зберігання інформації в Інтернеті, яка дозволяє користувачам Windows, Linux і Mac зберігати файли в Інтернеті. Це програма синхронізації файлів, яка дозволяє вам мати стільки місця для зберігання інформації в Інтернеті, скільки ви дасте іншим користувачам wuala 
Його інтерфейс схожий на файловий менеджер і, крім загальних операцій з файлами дозволяє користувачам легко обмінюватися файлами з друзями, у групах або з іншою частиною світу. Кожен користувач починає з 1GB для зберігання інформацію в Інтернеті, але можна отримати більше місця, шляхом купівлі додаткового простору, передавши його своїм друзям або за допомогою рекламних кодів.

## Функціональність
Wuala заснований на технології, яка знижує витрати серверів завдяки використанню ресурсів що простоюють.  Якщо користувач хоче ділитися частиною свого диска з мережею Wuala, він отримує додатковий простір в Інтернеті. Жорсткі диски користувачів становлять розподілену мережу, яка використовується Wuala для збільшення швидкості завантаження файлів, доступності та зменшення затрат сервера.
Коли користувач додає файл Wuala він зашифрований і розбитий на фрагменти. Ці фрагменти, завантажені на сервер Wuala і розповсюдження через мережу енергосистеми. Для підвищення доступності надлишкових фрагментів генеруються (див. Forward Error Correction), але навіть якщо файл не може бути повністю завантажений з мережі мережі першого завантажувати на сервери гарантує, що файл ніколи не губиться.

## Отримання більше місця
Нові зареєстровані користувачі отримують 1 Гбайт в мережі зберігання від команди Wuala. Ця ємність може бути збільшена торгуючи місцем з локального жорсткого диску. Щоб бути в змозі торгувати місцем  на комп'ютері, він повинен бути принаймні 4 години онлайн в день  Обсяг простору, який може бути отриманий з цієї системи обчислюється за часом у мережі, і місцем на жорсткому диску, яке надається Wuala.
Як альтернативу можна також запрошувати друзям, щоб використовувати промо-коди для отримання вільного простору або знижкою для придбання додаткового простору. Ціна коливається від 15 € за 10 Гігабайт на рік і 640 € на рік за 1 терабайт. 

## Безпека
Wuala використовує Cryptree  шифрування AES -128 для шифрування файлів і RSA -2048 для аутентифікації .

## Еволюція
Починаючи з 14 серпня 2008, Wuala був розміщений у режимі «відкритого бета-тестування», Java-аплет на сайті Wuala можна було запустити з браузера.
З 26 жовтня 2008, Wuala забезпечує REST API, що підтримує HTTP GET запити громадської чи пароль спільного змісту.
З 16 грудня 2008, всі файли, які відзначені як загальнодоступні і ті, і особисті папки, які є спільними з ключовими фразами, які доступні для всіх, через відповідні URL-адреси на вебсайті.  . З цими змінами вебсайт Wuala змінив адресу з https://web.archive.org/web/20100928091204/http://wua.la/ на http://www.wuala.com [Архівовано 5 травня 2012 у Wayback Machine.].

## Огляди
- CNET [Архівовано 10 травня 2011 у Wayback Machine.]
- Linux Journal [Архівовано 6 лютого 2010 у Wayback Machine.]
- PCMAG [Архівовано 17 січня 2010 у Wayback Machine.]
- Download Squad
- TechCrunch [Архівовано 3 квітня 2010 у Wayback Machine.]